# 原通り
原通り（、ローマ字表記: Hara Dōri）は、福岡県福岡市早良区の福岡市道路愛称。
福岡県道558号（旧早良街道、福岡市都市計画道路藤崎四箇線）のうち、早良口交差点から次郎丸交差点までの区間を指す。延長3,700メートル、幅員25メートル。

## 接続路線
- 福岡市道千代今宿線（明治通り）：早良口

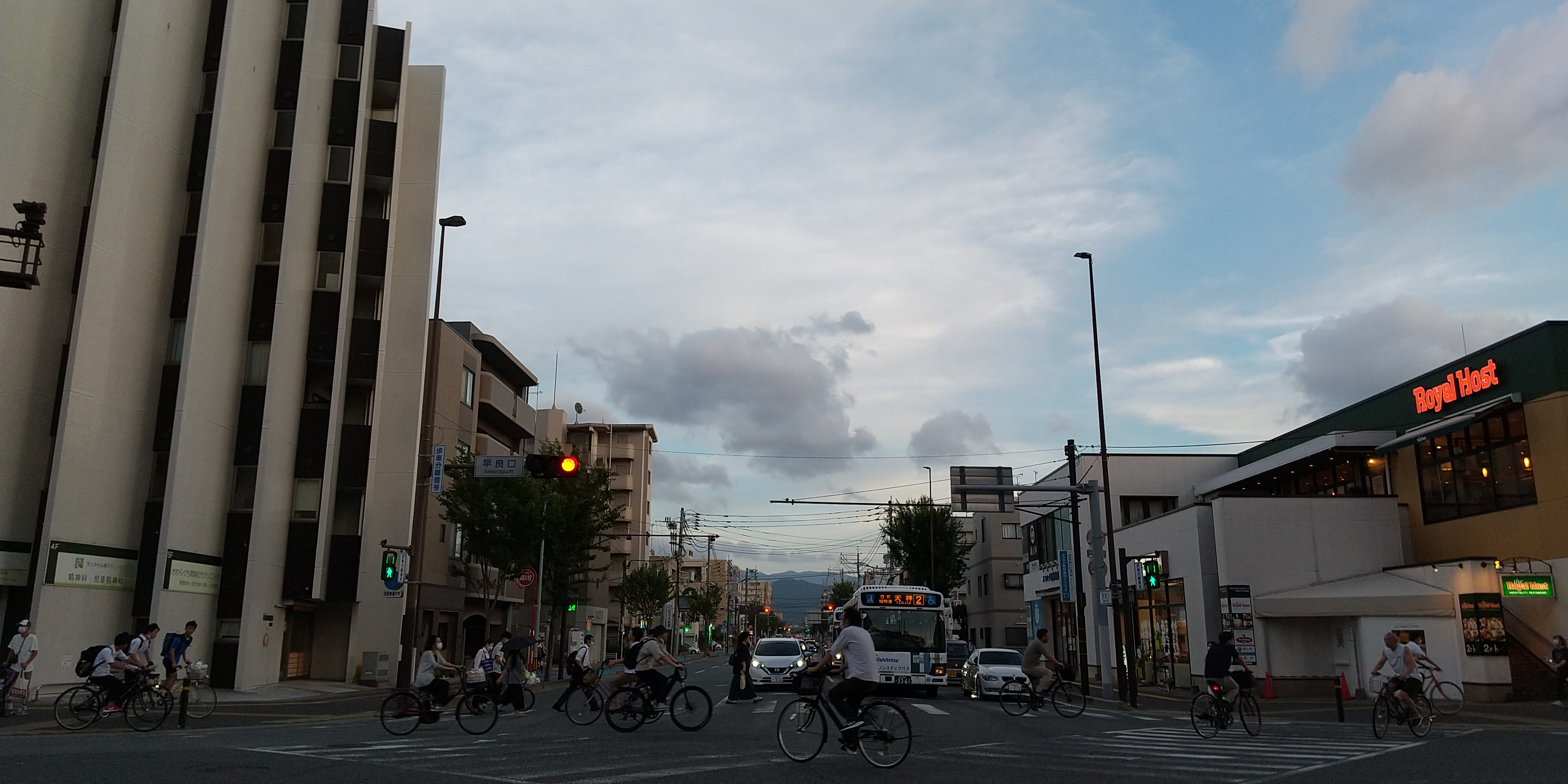
原通り（早良口交差点付近）

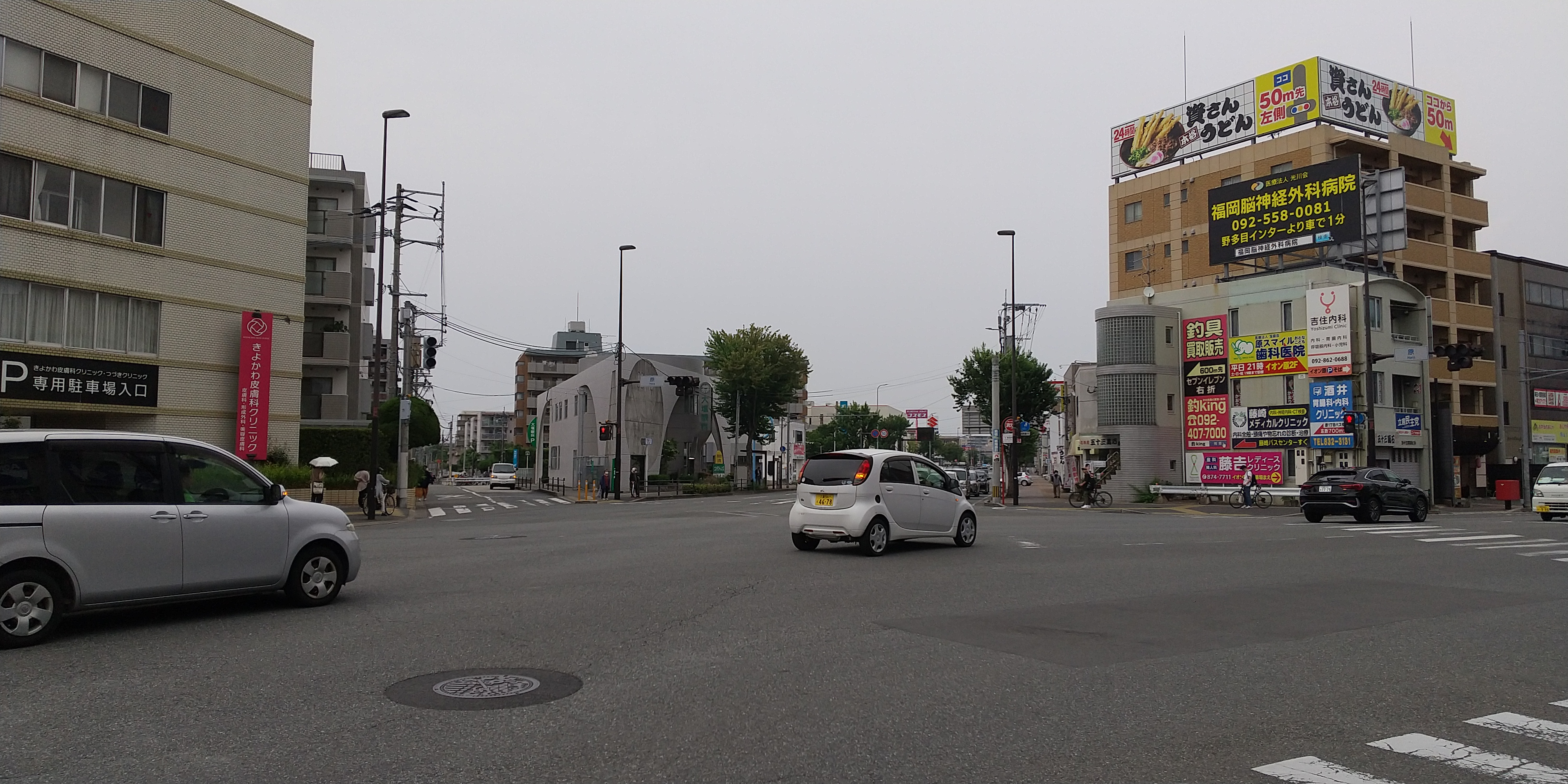
原通り（原交差点付近）

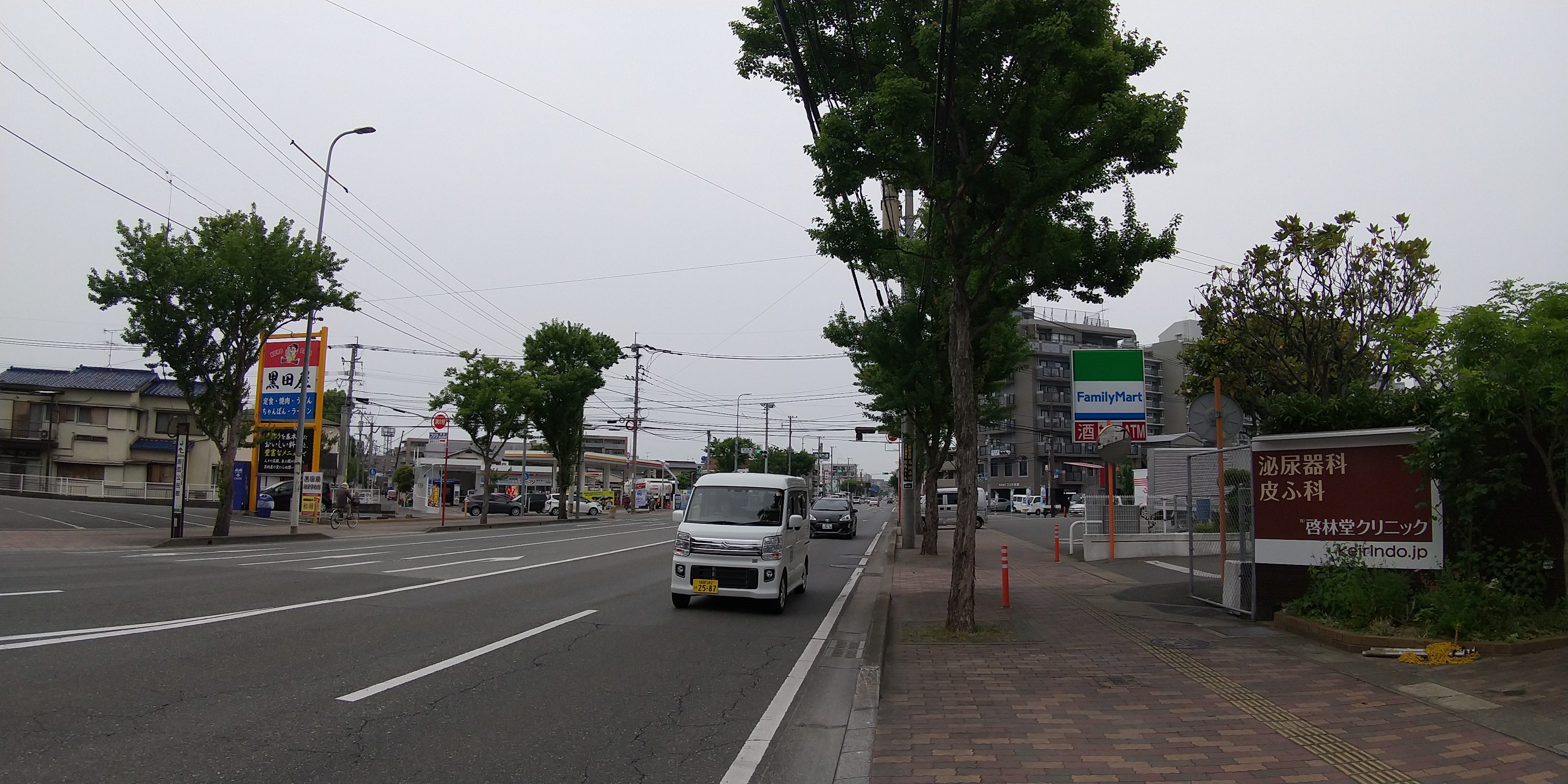
原通り（原往還交差点付近）

- 国道202号（福岡県道559号、今宿新道）：原
- 福岡県道561号：有田
- 国道202号福岡外環状道路：次郎丸
- 福岡県道558号：次郎丸

## 周辺施設
- 福岡国税局西福岡税務署
- 早良警察署
- 藤崎通り商店街[注釈 1]
- 空港線藤崎駅
- 早良区役所
- 藤崎バス乗継ターミナル
- 福岡県立ももち文化センター（SAWARAPIA）
- 福岡拘置所
- 福岡市立室見小学校
- 福岡市立高取中学校
- 福岡市立原中央中学校
- 福岡市立大原小学校
- 原団地
- 福岡銀行原支店
- 福岡中央銀行原支店
- 福岡原五郵便局
- 西日本シティ銀行原支店
- イオン原店
- 福岡市立原西小学校
- 星の原団地
- 早良警察署有田交番
- 福岡県立福岡講倫館高等学校
- 福岡有田郵便局
- 有田ゴルフガーデン
- サニー有田店
- 福岡次郎丸郵便局
- ハローデイ次郎丸店
- 七隈線次郎丸駅

## 愛称決定理由
2009年（平成21年）の福岡市制施行120周年記念で決定。「沿道の約半分が原地区に面していること、公募の応募数が1位であること」が理由。